# Frignano
Frignano este o comună din provincia Caserta, regiunea Campania, Italia, cu o populație de 8.847 de locuitori&#32 (2022);și o suprafață de 9,86 km².

## Demografie
Frignano - evoluția demografică

|  | Graficele sunt indisponibile din cauza unor probleme tehnice. Mai multe informații se găsesc la Phabricator și la wiki-ul MediaWiki. |

Date: Recensăminte sau birourile de statistică - grafică realizată de Wikipedia